# Radolfzeller Aach

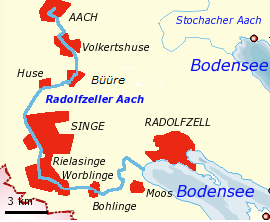
Karta över Radolfzeller Aach

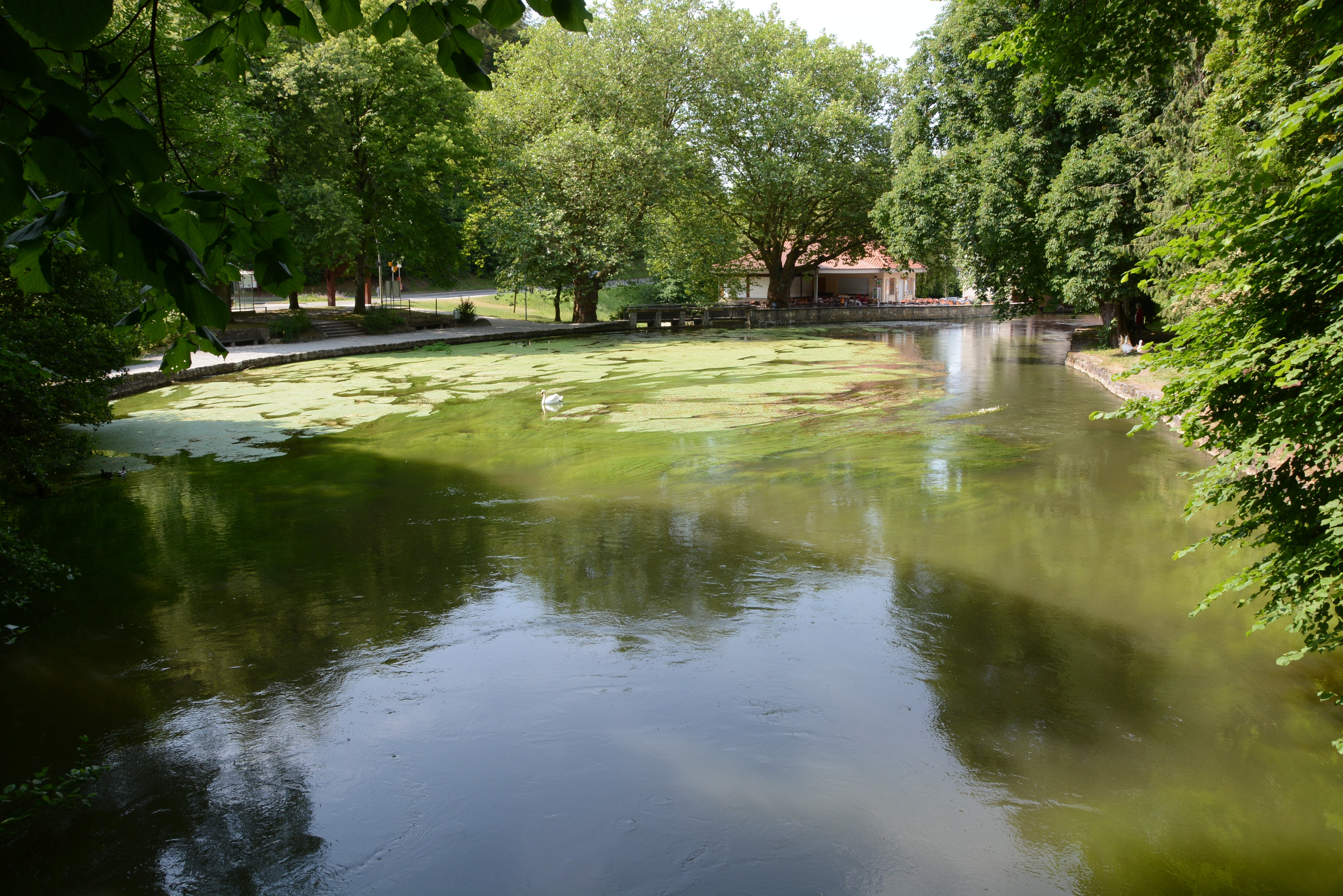
Radolfzeller Aach

Radolfzeller Aach är en 32 km lång flod i södra delen av Baden-Württemberg i Tyskland. Den rinner upp i karstkällan Aachtopf på södra sluttningen av schwabiska Jura, nära den lilla staden Aach, och rinner ut i Untersee i Bodensjön strax väster om Radolfzell am Bodensee.
Radolfzeller Aach försörjs till ungefär två tredjedelar från Donau via underjordiska avlopp via karstsystemet. Under vanliga förhållanden behöver vattnet cirka 55 timmar från Donau till Aachtopf och vid högvatten minskar tiden till 20 timmar. Flera dykare startade försök att nå det underjordiska grottsystemet. Några personer miste livet under dessa försök.